# Alsfeld (Oberhausen)
Alsfeld ist ein Teil des Stadtbezirks Sterkrade, der zur Stadt Oberhausen gehört. Er wird im Norden durch die Autobahn A2, welche Königshardt von Alsfeld trennt, im Osten durch Tackenberg, im Süden durch Sterkrade-Mitte und im Westen durch die Weierheide begrenzt. Die Autobahn A516 teilt praktisch den Stadtteil in der Mitte von Nordwest nach Südost.

## Geschichte
Um das Jahr 600 n. Chr. siedelten fränkische Wehrbauern am Alsbach. Grabfunde von 1921 und 1930 belegen eine ansässige Frankensiedlung vom sechsten bis Mitte des achten Jahrhunderts. Einzelne Höfe sind erst im 15. Jahrhundert nachgewiesen. Der bekannteste ist der Köpershof unweit des Alsbaches an der Mathildestraße. 
Die Wende vom 19. zum 20. Jahrhundert war gekennzeichnet vom ständigen Wachsen der Berg- und Hüttenindustrie, ergänzt um Maschinen- und Anlagenbau. Mit dem Beginn der Kohleförderung auf den Zechen Hugo und Sterkrade stellte sich für die Industrie das Problem der Unterbringung einer ständig wachsenden Zahl von Arbeitskräften und deren Familien.
So entstand 1904, errichtet von der Gutehoffnungshütte, die Siedlung am Dunkelschlag, auch „Kolonie“ genannt. Auch das übrige Alsfeld verlor durch zunehmende Siedlungsverdichtung seinen ursprünglich landwirtschaftlich geprägten Charakter mehr und mehr. Alsfeld war nie eine selbstständige Gemeinde, sondern gehörte seit der Gründung Sterkrades zu deren Gemeinde- bzw. (ab 1913) Stadtgebiet.
Der Stadtteil hatte Ende 2016 12.866 Einwohner, auf einer Fläche von etwa 4,34 km².

## Infrastruktur
Alsfeld ist heute überwiegend von Wohnsiedlungen gekennzeichnet, die von viel Grün umgeben sind. Naherholung und Freizeitgestaltung haben einen hohen Stellenwert, was zahlreiche Rad- und Wanderwege im Alsbachtal, der Volkspark Sterkrade sowie die Bezirkssportanlage Alsfeld und das Stadion Sterkrade belegen. Das städtische Freibad „Alsbachtal“ wurde allerdings im Jahr 2009 geschlossen. Über die Autobahnausfahrt Oberhausen-Sterkrade der A516 ist der Stadtteil gut an das Verkehrsnetz angebunden.
Die Buslinien SB 90, SB 98, 952, 955, 960 und 962 der STOAG verbinden Alsfeld mit dem Bahnhof Oberhausen-Sterkrade an der Strecke Oberhausen-Arnheim sowie teilweise mit der Oberhausener Innenstadt.
| Linie | Verlauf | Takt (Mo–Fr) |
| ----- | --- | ------------ |
| SB90  | Holten Markt – OB-Holten Bf – Schmachtendorf Heinrich-Böll-Gesamtschule – Alsfeld Jägerstr. – Ludwigshütte – OB-Sterkrade Bf – OLGA-Park – Neue Mitte Oberhausen – Oberhausen Hbf – Alstaden – Ruhrpark – Mülheim-Styrum Linie verkehrt zwischen Sterkrade Bf und Oberhausen Hbf über die ÖPNV-Trasse Oberhausen              | 20 min       |
| SB98  | Königshardt Falkestr. – Walsumermark – Schmachtendorf – Alsfeld Jägerstr. – Ludwigshütte – OB-Sterkrade Bf – OLGA-Park – Neue Mitte Oberhausen – Oberhausen Hbf – Bero-Zentrum – Rehmer – Alstaden Fröbelplatz Linie verkehrt zwischen Sterkrade Bf und Oberhausen Hbf über die ÖPNV-Trasse Oberhausen                        | 20 min       |
| 952   | Everslohstraße – Königshardt – Alsbachtal – Alsfeld Dragonerstr. – OB-Sterkrade Bf | 20 min       |
| 955   | Schmachtendorf Heinrich-Böll-Gesamtschule – OB-Holten Bf – Siedlung Dunkelschlag – Alsfeld – OB-Sterkrade Bf – Buschhausen Mitte – Lirich – Bero-Zentrum – Oberhausen Hbf – Anne-Frank-Realschule | 60 min       |
| 960   | OB-Holten Bf – Schmachtendorf – Walsumermark – Königshardt – Kirchhellener Straße – Alsfeld Dragonerstr. – OB-Sterkrade Bf – OLGA-Park – Neue Mitte Oberhausen – Oberhausen Hbf – Rathaus – Knappenmarkt – Schlad Wehrstr. Linie verkehrt zwischen Sterkrade Bf und Oberhausen Hbf über die ÖPNV-Trasse Oberhausen            | 20 min       |
| 962   | Elektrobuslinie: Kleekamp – Königshardt – Alsfeld – OB-Sterkrade Bf | 60 min       |
| NE1   | NachtExpress: Walsumermark Hirschkamp – Neuköln – Brink – Walsumermark Eichsfeldstr. – Schmachtendorf – Alsfeld – Ludwigshütte – OB-Sterkrade Bf – OLGA-Park – Neue Mitte Oberhausen – Oberhausen Hbf – Rehmer – Alstaden Fröbelplatz Linie verkehrt zwischen Sterkrade Bf und Oberhausen Hbf über die ÖPNV-Trasse Oberhausen | 60 min       |